# Brauerei-Museum Felsenkeller
Le Brauerei-Museum Felsenkeller est un musée et une brasserie à Montjoie, dans le Land de Rhénanie-du-Nord-Westphalie.

## Histoire
En 1847, le brasseur Wilhelm Braun acheta le "Grüneburg" et agrandit la brasserie existante avec une chambre d'hôtes et un jeu de quilles ouvert. Son fils Albert reprend la brasserie en 1897. Il crée neuf étangs pour la production de glace dans le « Kleine Laufenbach ». La glace naturelle apportée en hiver sert à refroidir la bière stockée dans les caves pendant tout l'été. La troisième génération, Clemens Braun, donne à la brasserie le nom de "Felsenkeller-Brauerei" en 1924 et au lieu de la bière brune et non filtrée précédemment brassée, une bière basée sur le style de la pils, la "Felsquell Pils", est brassée. En 1972, son fils Willem reprend la brasserie à la quatrième génération. En 1986, il brasse de nouveau une bière dans le style de ses ancêtres, la Zwickelbier non filtrée, trouble de levure, noire et de fermentation basse comme spécialité de bière.
En 1994, l'activité brassicole doit être arrêtée. Trois ans plus tard, la brasserie est transformée en musée de la brasserie de l'Eifel avec restauration intérieure et extérieure.
En 2007, la propriété est achetée par Bernhard Theißen, qui transforme le bâtiment en brasserie et musée, il rénove, modernise et repense le bâtiment au cours des phases de construction suivantes. La nouvelle brasserie maison existe depuis septembre 2012, faisant revivre la Felsquell-Pils et la Zwickelbier, parfois brassée à Linnich-Welz, est à nouveau brassée à Montjoie.
Le 24 février 2019, le musée et la brasserie attenante sont finalement fermés, car aucun successeur n'a pu être trouvé pour continuer.